# Río Ghaggar
El río Ghaggar (en devanagari, घग्गर हकरा; en gurmukhi, ਘੱਗਰ ਹਕਰਾ; y en shahmukhi, گهگـر هکره), a veces conocido como río Ghaggar-Hakra, es un río asiático estacional que solamente fluye durante la época de las lluvias monzónicas y que discurre por  India y Pakistán. El río se conoce como Ghaggar antes de la presa de Ottu y, como Hakra aguas abajo de la presa.

## Geografía

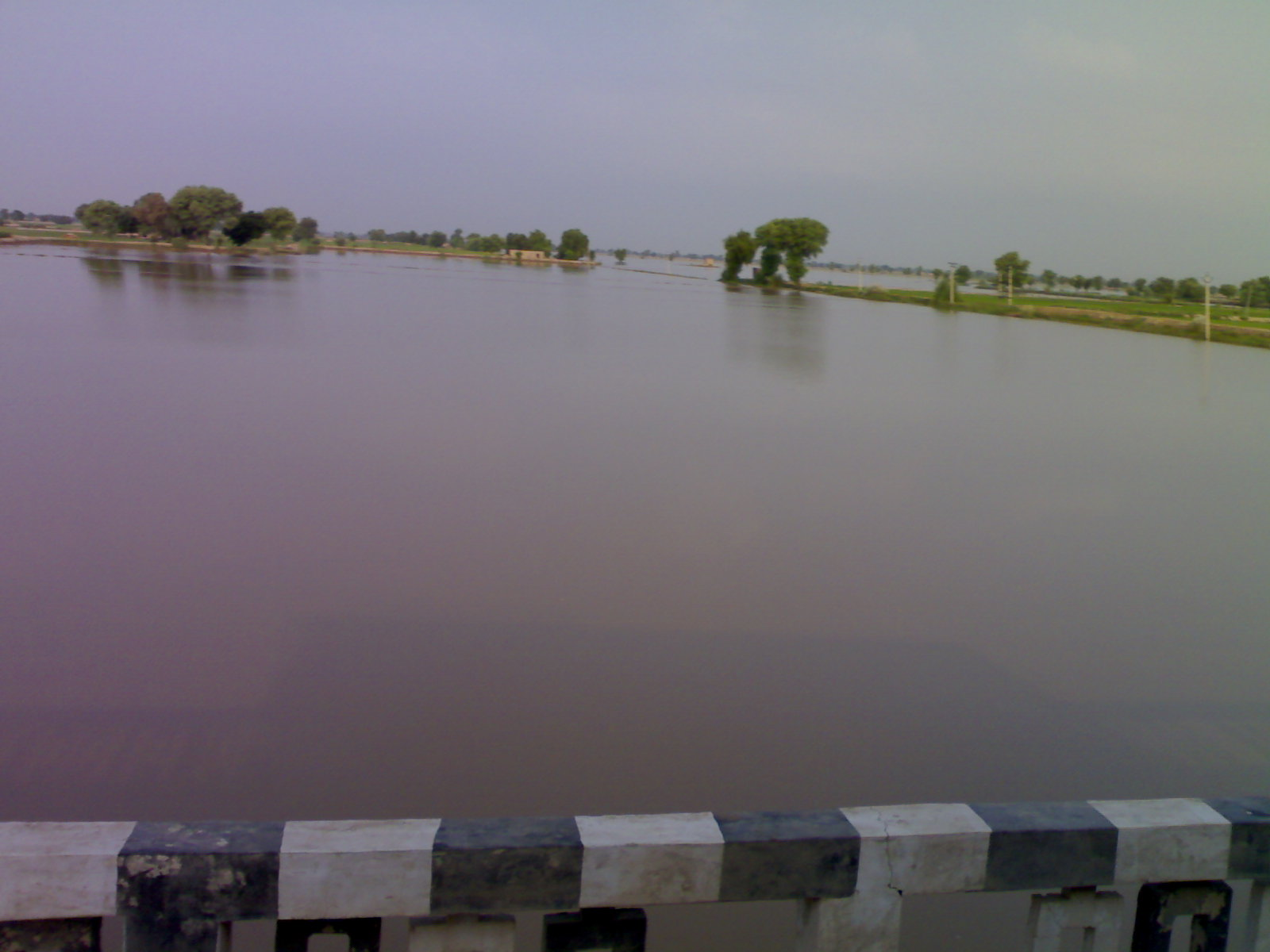
El río Ghaggar, cerca de Anoopgarh, Rayastán, en septiembre

El río nace en las colinas Shivalik en el estado de Himachal Pradesh y atraviesa los estados de Punyab, Jariana y Rayastán. Unos kilómetros al sudoeste de la ciudad de Sirsa, en Jariana, el Ghaggar alimenta dos canales de irrigación que se extienden por el Rayastán. El río desaparece a su entrada en el desierto de Thar en el Rayastán.
Se cree que este río fluyó en la antigüedad de forma caudalosa y que su curso transcurría por el este de Pakistán en el canal, actualmente seco, del río Hakra. El río se secó debido a que la mayoría de sus afluentes se desviaron para irrigar al Ganges y al Indo. Además, la deforestación provocó que gran parte del agua de lluvia se perdiera. Se cree que estos cambios sucedieron alrededor del año 1900 a. C.

## Historia
El Ghaggar-Hakra es identificado generalmente por la mayoría de estudiosos y arqueólogos con el río Sarasvati citado en los Vedas, aunque hay controversia sobre si todas las referencias rigvédicas al Sarasvati deben referirse a este río, ya que las afirmaciones de que se trata del mismo río se basan en una serie de interpretaciones geológicas y paleobotánicas muy controvertidas. La identificación es aceptada por Christian Lassen, Max Müller, Marc Aurel Stein, C.F. Oldham, y Jane Macintosh.
Lo que si es cierto es que se han encontrado numerosos restos arqueológicos de la antigua civilización del valle del Indo en las orillas del Ghaggar.